# Albert von Aachen

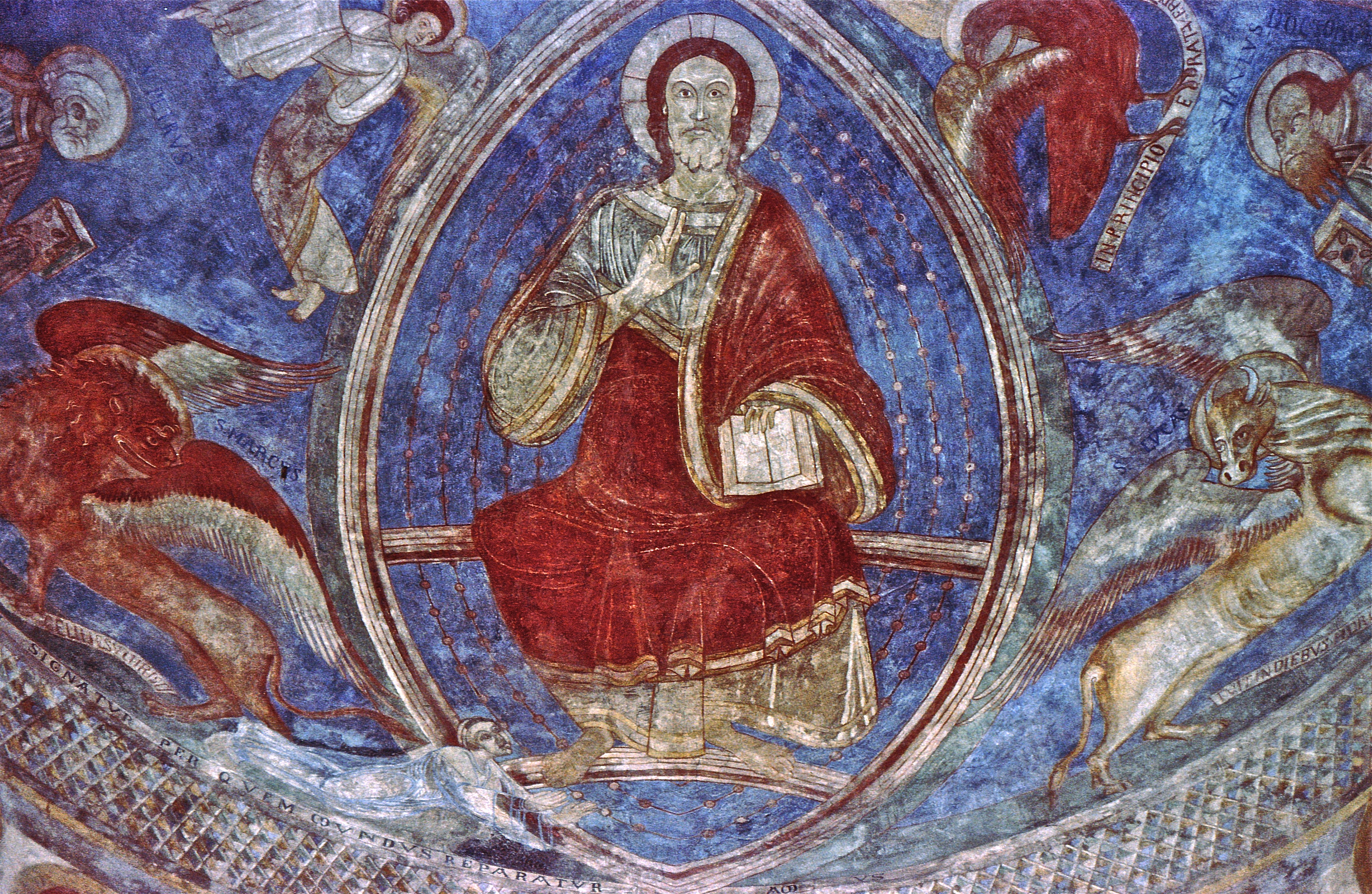
Albert von Aachen zu Füßen Christi – Fresko in der Apsiskalotte der Kirche des Klosters Knechtsteden (um 1160)

Albert von Aachen (lateinisch Albertus Aquensis, französisch Albert d’Aix; † um 1164) war ein Geschichtsschreiber und Kleriker des 12. Jahrhunderts aus der Umgebung der Aachener Königspfalz. Als Stifter betätigte er sich beim Weiterbau des Prämonstratenser-Klosters Knechtsteden bei Dormagen, wo er auch beigesetzt wurde.

## Werk
In den Jahren zwischen 1125 und 1150 verfasste Albert von Aachen die zwölf Bücher umfassende Historia Hierosolymitanae expeditionis, die einzige Chronik, die detailliert über den „Volkskreuzzug der Armen“ genannten Vorläufer des Ersten Kreuzzugs berichtet. Die Chronik steht heute noch in einer Kompilation zur Verfügung. Albert benutzte mündliche Berichte von Teilnehmern und heute verschollene schriftliche Augenzeugenberichte. Dazu gehörte auch eine Chronik, die ein Begleiter des Herzogs und Kreuzfahrers Gottfried von Bouillon geschrieben haben dürfte. Der Herzog wiederum war Gefolgsmann des römisch-deutschen Kaisers Heinrich IV. Albert hob dessen Rolle stark hervor, obwohl der Kaiser sich wegen seines Streites mit der Kirche während der Kreuzzugspropaganda eigentlich defensiv verhielt.

## Ausgaben (Auswahl)
- Albert von Aachen: Geschichte der Kreuzzüge (Auszüge)
- Historisch-kritische Ausgabe nebst Übersetzung ins Englische: Historia Ierosolimitana. History of the Journey to Jerusalem (= Oxford Medieval Texts.). Edited and translated by Susan B. Edgington. Clarendon Press, Oxford u. a. 2007, ISBN 978-0-19-920486-1.
- Auszüge: Heinrich Hangenmeyer: Peter der Eremite. Ein kritischer Beitrag zur Geschichte des ersten Kreuzzuges. Leipzig 1879, S. 320–328, 333–340, 360; archive.org.
- Geschichte des ersten Kreuzzugs. Übersetzt und eingeleitet von Hermann Hefele. 2 Bände (Band 1: Die Eroberung des heiligen Landes. Band 2: Das Königreich Jerusalem.). Diederichs, Jena 1923 (Das alte Reich).